# Donnemain-Saint-Mamès
Donnemain-Saint-Mamès is een gemeente in het Franse departement Eure-et-Loir (regio Centre-Val de Loire) en telt 590 inwoners (2004). De plaats maakt deel uit van het arrondissement Châteaudun.

## Geografie
De oppervlakte van Donnemain-Saint-Mamès bedraagt 12,8 km², de bevolkingsdichtheid is 46,1 inwoners per km².
De onderstaande kaart toont de ligging van Donnemain-Saint-Mamès met de belangrijkste infrastructuur en aangrenzende gemeenten.

## Demografie
Onderstaande figuur toont het verloop van het inwonertal (bron: INSEE-tellingen).